# 方大樂
方大樂（1506年—？），字憲夔，福建興化府莆田縣人，民籍，明朝政治人物。同進士出身。

## 生平
嘉靖十三年（1534年）甲午科福建鄉試第八十六名舉人。嘉靖二十年（1541年）中式辛丑科會試第八十二名，登第三甲第九十一名進士。授任廣東顺德县知县，历官户部主事，二十六年九月因户部尚书王杲案被降调外任，三十年升常州府通判，後官浔州府知府。

## 家族
曾祖方文謨；祖父方思善，義官；父方仲紳，母林氏。严侍下。兄方大顺（贡士）。弟方大恩、方大章、方大愷、方大本、方大观、方大旭。